# Pomba-de-bartlett
Pombo-apunhalado-de-mindanau ou rola-apunhalada-de-mindanau (Gallicolumba crinigera) é uma espécie de ave da família Columbidae.
É endémica das Filipinas.
Os seus habitats naturais são: florestas subtropicais ou tropicais húmidas de baixa altitude.
Está ameaçada por perda de habitat.